# All-Ireland Senior Football Championship 1968
L'All-Ireland Senior Football Championship 1968 fu l'edizione numero 82 del principale torneo di calcio gaelico irlandese. Down batté in finale Kerry ottenendo la terza vittoria della sua storia.

## Semifinali
| Dublino 4 agosto 1968 | Kerry | 2-13 – 2-11 | Longford | Croke Park (34052 spett.) |

| Dublino 18 agosto 1968 | Down | 2-10 – 2-08 | Galway | Croke Park (50965 spett.) |

### Finale
| Dublino 22 settembre 1968 | Down | 2-12 – 1-13 | Kerry | Croke Park (71294 spett.) |